# ورشة عمل محمية

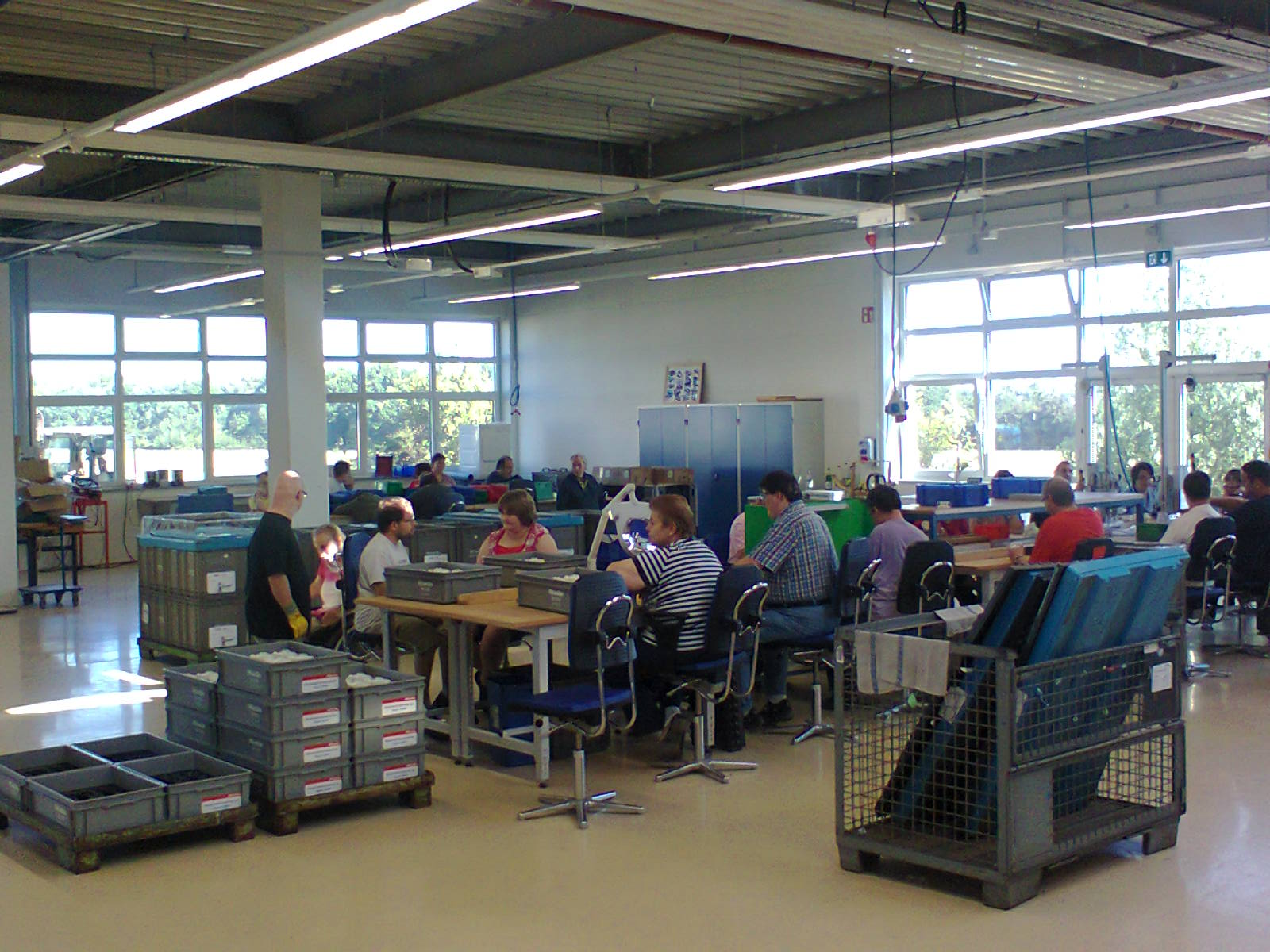

يشير مصطلح «ورشة عمل محمية» إلى منظمة أو بيئة التي توظف الأشخاص ذوي الإعاقة بشكل منفصل عن الآخرين. ويعتبر مصطلح «ورشة عمل محمية» مهجوراً في المملكة المتحدة والولايات المتحدة وعلى نحو متزايد في أستراليا.
الولايات المتحدة:
في الولايات المتحدة يُستخدم كٌلً من مصطلح «ورشة عمل محمية» أو المصطلح البديل «مركز العمل» من قبَل قسم الأجور والساعات في وزارة العمل الأمريكية للإشارة إلى الكيانات المخولة بتوظيف العمال ذوي الإعاقة في المناطق الفرعية بحد أدني للأجور وعموماً قد اُستخدم مصطلح «ورشة عمل محمية» لوصف المرافق التي توظف الأشخاص ذوي الإعاقة بصورة حصرية أو رئيسية.
تحولت السياسة العامة للولايات المتحدة على المستوى الاتحادي بعيداً عن ورش العمل المحمية لتأييد إدارة الخدمات والبرامج والأنشطة في بيئة متكاملة ملائمة لإحتياجات الافراد ذوي الإعاقة ويُسمح للأفراد ذوي الإعاقة في البيئة المتكاملة بالتفاعل مع الأشخاص غير المعاقين إلى أقصى حد ممكن. وأصبحت ورش العمل المحمية في الولايات المتحدة موضع انتقاد لكونها استغلالية ومُسيئة وتميزية.
في كانون الثاني 2011 أصدرت الشبكة الوطنية لحقوق الإعاقة تقريراً بعنوان «الفصل والاستغلال»: الإخفاق في نظام خدمة الإعاقة في توفير جودة العمل. أشار التقرير ان مئات الالاف من الأشخاص ذوي الإعاقة يُعزلون ويستغلون من قبل ارباب العمل.
```
في أذار 2011 القى صمويل باغنستون النائب الرئيسي المساعد العام خطاباً في شعبة 
الحقوق المدنية
 التابعة لوزارة العدل الأمريكية بانتقاد صريح للمفهوم الذي تقوم عليه ورشة العمل المحمية نقلا عن تقرير الشبكة الوطنية لحقوق الأشخاص ذوي الإعاقة. وفيه إتخذ باغنستون موقفاً أن المبدأ المنصوص عليه في قرار المحكمة العليا الأمريكية في اولمستيد – الذي وصفه بانه " للأشخاص ذوي الإعاقة لهم الحق في قضاء حياتهم في البيئة الأكثر تكاملاً المناسب لهم كأفراد "- " هو مجرد تطبيق متاح في محيط العمل. 
```

وقال: «إن الحياة المتكاملة والمتساوية في المجتمع – الهدف النهائي في اولمستيد لايمكن ان يتحقق دون وسيلة مجدية ومتكاملة لقضاء اليوم بما فيها من خيارات العمل المتكاملة.»
وقال:
"عندما يقضي الأشخاص ذوي الإعاقة سنوات طويلة في العقود التي تتجمع فيها البرامج بما يسمى بالوظائف مثل هذه، ومع ذلك لايتعلمون أي مهارات مهنية حقيقية و (فلا* لاينبغي لنا أن نستنتج أن الإعاقة هي المشكلة. وبالأحرى فإن فشل البرامج لتعليم أي مهارات مهمة ذات صلة بسوق العمل تجعل عملائها عالقين. لقد استنتجت المراجعة الحديثة للمؤلفات إلى أن عدم كفاءة ورش العمل المحمية المساعد للافراد على التقدم نحو العمل التنافسي راسخة تماماً.
المملكة المتحدة:
في المملكة المتحدة تم استبدال هذا المصطلح بمصطلح "المؤسسة الاجتماعية" ويعني هذا المصطلح سوف تتاجر في السوق وتأخذ درجة من المخاطر التجارية، وانها لا تعتمد اعتماداً كلياً على الدعم الحكومي، كما قد يسمح النموذج التقليدي لورش العمل. وفي هذه النموذج الاحدث قد تحصل المؤسسة على اعانة التعويض عن انخفاض إنتاجية عمالها المحرومين من اجل السماح لها بالتنافس على " تكافؤ الفرص " مع الشركات القليدية".
أستراليا:
يرتكز قطاع المؤسسات الأسترالية للإعاقة في أستراليا عموماً في أوائل الخمسينات عندما أنشأت أسر الأشخاص ذوي الإعاقة ورش عمل محمية لتوفير النشاط المهني للأشخاص ذوي الإعاقة. وفي هذا الوقت كانت فرص العمل المتاحة للأشخاص ذوي الإعاقة محدودة للغاية.
في عام 1986 بعد تقديم قانون الوطنية لخدمات الإعاقة (1986) تم إقرار المبادئ والاهداف لتقديم الخدمات إلى تشريعات. وأدى ذلك إلى الانتقال من نظام ورشة العمل المحمية إلى نموذج خدمات الأعمال الجديد.
في عام 1996 قٌدمت إصلاحيات إضافية لغرض تحسين نوعية الخدمات ومطابقة تمويلالخدمات لدعم احتياجات الأشخاص ذوي الإعاقة بتلقي للمساعدة، وربط التمويل بنتائج العمالة. مما أدى ذلك إلى وجود اصلاح في قطاع المؤسسات الأسترالية للإعاقة ومع الاخذ بمعايير ضمان الجودة التشريعية. التي تطلبت من قطاع المؤسسات الأسترالية للإعاقة للحصول على على التحقق المستقل من التزامها لهذه التدابير قبل تلقي التمويل المستمر من الحكومة الاسرائلية. إضافة إلى ذلك، تم تقديم نموذج تمويل يربط المدفوعات باحتياجات الدعم الفردية.
إن قطاع المؤسسات الأسترالية لذوي الإعاقة هي في الأساس منظمات لاتسعى لتحقيق الربح، مع إعادة استثمار الأرباح في الموظفين ذوي الإعاقة أو الخدمات التكميلية لهؤلاء الموظفين.
وفي أستراليا، يمكن استخدام التمويل فقط لتوفير التدريب والدعم للموظفين «المدعومين». وهذا النوع من الوظائف يتناقض مع «العمل المفتوح» الذي يدخل فيه الأشخاص ذوي الإعاقة في التيار الرئيسي، والعمل التنافسي إلى جانب الأشخاص غير المعوقين.
وفي بعض قطاع المؤسسات الأسترالية لذوي الإعاقة، يدفع الأفراد ما لا يقل عن 1,79 دولار في الساعة، استنادا إلى أداة تقييم أجور خدمات الأعمال التجارية، التي تبين أنها تمييزية في عام 2013، وسيتم إلغاؤها تدريجيا بحلول أبريل 2015. ولا تستخدم أداة تقييم أجور خدمات الأعمال التجارية في جميع قطاعات المؤسسات الأسترالية لذوي الإعاقة، بل إن العديد من القطاعات لم تكن مناسبة عند تقديمها لأول مرة. تستند الأجور إلى نسبة مئوية من معدلات المكافأة، وفقا لكفاءات مكان العمل وإنتاجية الشخص ذي الإعاقة بالمقارنة بعامل غير معاق. وغالباً ما يكون العمل المتخذ في مؤسسات الأسترالية للإعاقة من النوع الذي يمكن الاتخاذ به عموما من خلال العمليات الآلية وله هامش ربح منخفض جدا من مؤسسات الإعاقة - ويتم تسويق الغرض من العمل من أجل عدم تحقيق الربح، ولكن للسماح للشخص المعاقَب إيتاح الفرصة للاشتراك في بيئة عمل، وتوفير الشعور بالمساهمة وكرامة العمل. التحدي الذي وجهته المحكمة بشأن الطبيعة التمييزية لأداة تقييم خدمات الأعمال التجارية بدأت بنسبة كبيرة من آباء وموظفي مؤسسات الإعاقة (المؤسسات ذات الصلة وخدمات الإعاقة الوطنية) حملة لضمان وحماية وظائفهم. وأثار الكثيرون نقطة، أن مؤسسات الإعاقة ليست أماكن عمل نموذجية وانما توفر دعما وفرصا إلى حد كبير من أماكن العمل المفتوحة. هؤلاء الآباء ومقدمي الرعاية والموظفين يشعرون بالقلق من أنه إذا اضطرت مؤسسات الإعاقة إلى دفع أجور كاملة للعاملين ذوي الإعاقة، فإن الكثيرين سيكونون غير مستدامين من الناحية المالية. وقد أهمل جزء من احاطة المعلمومات السرية في سبتمبر 2014 الكثير من الآباء والمؤسسات لذوي الإعاقة كجولة مضللة، من اجل الحفاظ على الطابع الاستغلالي للمشروع بأكمله.